# Mystery Island
Mystery Island – serial sci-fi wyprodukowany przez amerykańską wytwórnię Hanna-Barbera w latach 1977-78. Liczy 16 odcinków.